# Rhaphuma gracilipes
Rhaphuma gracilipes är en skalbaggsart som först beskrevs av Franz Faldermann 1835.  Rhaphuma gracilipes ingår i släktet Rhaphuma och familjen långhorningar. Inga underarter finns listade i Catalogue of Life.